# Francisco de Borja Téllez-Girón y Pimentel

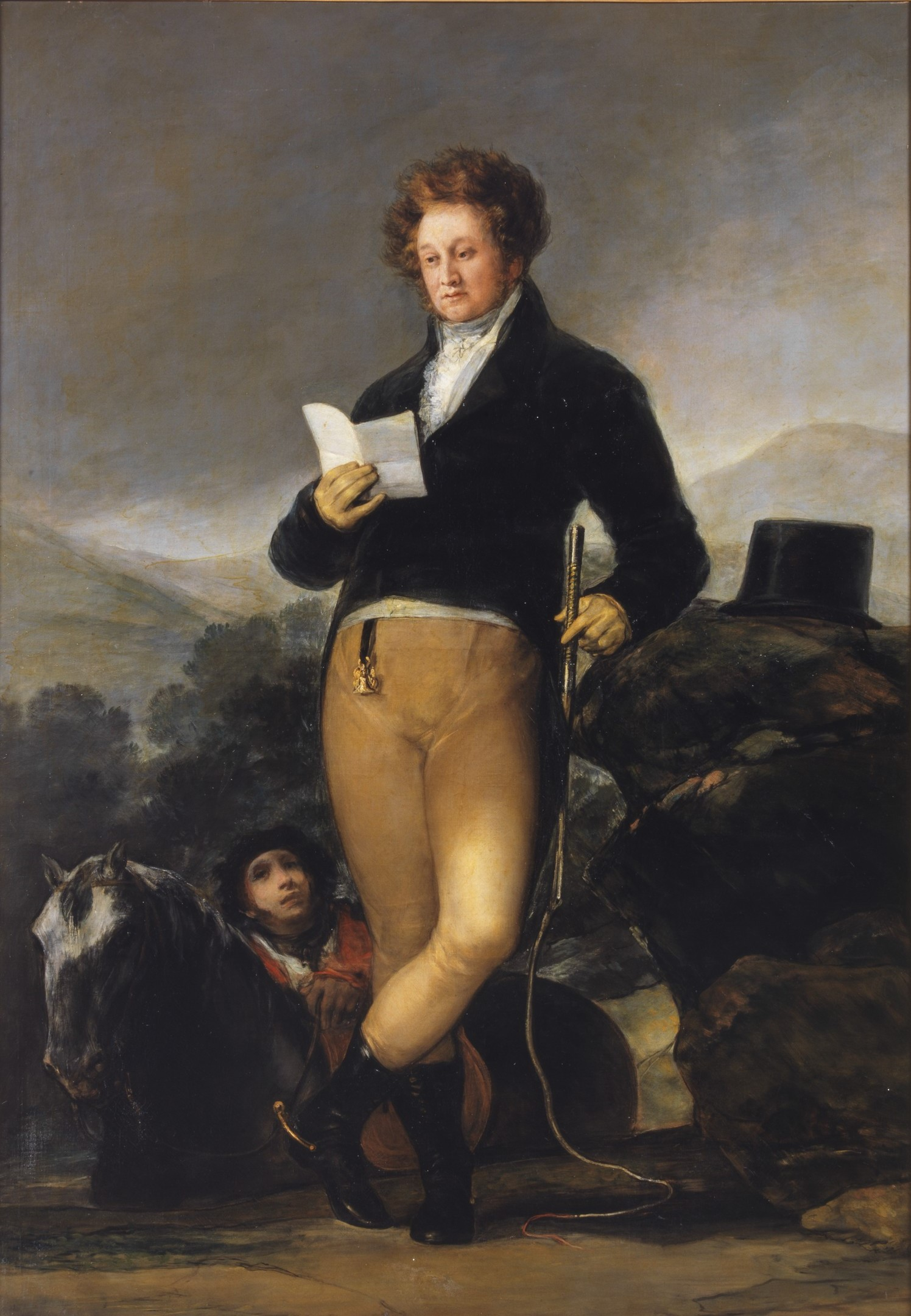
Francisco de Borja Télléz-Girón y Pimentel, X duque de Osuna, retratado por Francisco de Goya en 1816.

Francisco de Borja Téllez-Girón y Pimentel (Madrid, 6 de octubre de 1785-Pozuelo de Alarcón, 21 de mayo de 1820), noble y militar español que fue X duque de Osuna.

## Biografía
Nació en Madrid el 6 de octubre de 1785 y fue bautizado ese mismo día en la iglesia de Santa María de la Almudena, dándosele el nombre en memoria de su abuelo san Francisco de Borja, I marqués de Lombay y III General de la Compañía de Jesús. Era hijo de Pedro de Alcántara Téllez-Girón y Pacheco, IX duque de Osuna etc., y su esposa María Josefa Pimentel y Téllez-Girón, que heredó los títulos de la Casa de Benavente.
Al igual que su hermano, recibió una esmerada educación de su preceptor Diego Clemencín, futuro ministro y miembro de la Real Academia Española. En 1796 ingresó a la Orden de Calatrava y fue, además, gentilhombre de cámara con ejercicio y servidumbre del rey Carlos IV y, luego, de Fernando VII. Siguiendo los pasos de su padre, inició su carrera militar y alcanzó los grados de primer teniente del Regimiento de Reales Guardias de Infantería y teniente coronel del Regimiento de Voluntarios de la Corona.
A la muerte de su padre, en 1807, se convirtió en X duque de Osuna, XI marqués de Peñafiel, II duque de Monteagudo, XVII marqués de Zahara, XVI marqués de Lombay, XIV conde de Ureña, XXIII conde de Mayorga, XVIII conde de Belalcázar, VI conde de Fontanar y heredó, asimismo, los oficios de camarero mayor del rey, notario mayor de Castilla y primera voz del estamento noble de Cerdeña.
Estallada la Guerra de la Indepencia con motivo de la invasión francesa, José I Bonaparte lo declaró traidor y le confiscó sus estados el 12 de noviembre de 1808. Apenas de regreso el rey Fernando, se cubrió en su presencia en el Palacio Real de Madrid el 4 de junio de 1814, siendo apadrinado por el duque de Montemar.
Falleció el 21 de mayo de 1820 en Pozuelo de Alarcón, cerca de Madrid, donde había testado el 17 del mismo mes y año ante Manuel de Urraza. Sus restos fueron trasladados en 1849 al Santo Sepulcro de Osuna, en la Capilla del Reposo, donde tiene esta inscripción:

Aquí yace el Excmo. Sr. D. Francisco de Borja Téllez-Girón, 10.° Duque de Osuna; falleció en Pozuelo de Alarcón á 21 de Mayo de 1820 y fué trasladado á este panteón en 17 de Abril de 1849. — R. I. A.
Epitafio de Francisco de Borja Téllez Girón.

## Matrimonio y descendencia
Casó en Madrid el 19 de marzo de 1802, en la parroquia de San Andrés, con María Francisca Felipa Tomasa Leopolda de Beaufort y Toledo (1785-1830), condesa de Beaufort y del Sacro Imperio Romano, que era hija de Federico Augusto Alejandro, gobernador general de Bélgica, marqués de Florennes, conde de Beauraing etc., y su primera esposa María de los Dolores Leopolda Cristina de Toledo y Salm-Salm.
De esa matrimonio nacieron dos hijos:
- Pedro de Alcántara María Tomás Téllez Girón y Beaufort, que le sucedió como XI duque de Osuna etc.[6]
- Mariano Francisco de Borja José Justo Téllez-Girón y Beaufort-Spontin, que en 1844 sucedió a su hermano Pedro.[7]